# ブルフラ
ブルフラ（BLUE FLAME）は 東北地方に特化した就活や、地域情報を発信する若者向けメディア。略称はBLUFLA。
地域向けのイベント、記事などによる情報提供や、企業PR、東北地域のコミュニティ支援などを行なうメディアである。若者のチャレンジ創造の場になるように制作された。
2020年6月に合同会社GrowForwardが、新たにStudent Forwardとしてサイトを運営を開始している。
Tohoku Space Community（とうほくスペースコミュニティ）や、東北大学地域復興プロジェクトHARU（とうほくだいがくちいきふっこうプロジェクトハル）など多くの学生コミュニティが参加し、企業や地域との交流を深めている。

## 参加コミュニティ一覧
- ProdYouth（プロデュース）
- せんだい未来会議
- 東北大学地域復興プロジェクト“HARU”
- Tohoku Space Community
- エスペロエンターテインメント
- 東北若者10000人会議
- UNI ROCK 2019
- その他数団体

## 沿革
- 2019年
  - 2月12日 - β版ローンチ
  - 3月21日 - 掲載企業20社突破
  - 4月6日 - 10コミュニティ突破